# Porcellionides buddelundi
Porcellionides buddelundi är en kräftdjursart som först beskrevs av Karl Wilhelm Verhoeff1901.  Porcellionides buddelundi ingår i släktet Porcellionides och familjen Porcellionidae. Inga underarter finns listade i Catalogue of Life.